# J. G. de Araújo Jorge
José Guilherme de Araújo Jorge (Tarauacá, 20 de maio de 1914 - Rio de Janeiro, 27 de janeiro de 1987), mais conhecido como J. G. de Araújo Jorge, foi um poeta e político brasileiro.

## Biografia
Filho de Salvador Augusto de Araújo Jorge e Zilda Tinoco de Araujo Jorge. Descendente, pelo lado paterno, de tradicional família alagoana: os Araújo Jorge. Sobrinho do embaixador Artur Guimarães de Araújo Jorge (autor de inúmeras obras sobre Filosofia, História e Diplomacia), sobrinho neto de Adriano de Araujo Jorge, médico, escritor, grande orador, foi presidente perpétuo da Academia Amazonense de Letras, e do professor Afrânio de Araujo Jorge, fundador do Ginásio Alagoano, de Maceió. Pelo lado materno, dos Tinocos, dos Caldas e dos Gonçalves, de Campos, Macaé, e São Fidélis, Estado do Rio.
Passou sua infância no Acre, em Rio Branco, onde fez o curso primário no Grupo Escolar 7 de Setembro. No Rio de Janeiro, realizou curso secundário nos colégios Anglo-Americano e Pedro II. Colaborou desde menino na imprensa estudantil. Foi fundador e presidente da Academia de Letras do Internato Pedro II, no velho casarão de São Cristovão, consumido pelas chamas muitos anos depois. Data dessa época, ainda ginasiano, sua primeira colaboração na imprensa adulta: em 1931, viu publicado seu poema "Ri Palhaço, Ri" no "Correio da Manhã", depois transcrito no "Almanaque Bertand" de 1932. Entretanto, esse como outros trabalhos desse tempo, não foram incluídos em seus livros. Colaborou também no jornal "A Nação"; nas revistas "Carioca", "Vamos Ler" etc. Formou-se pela Faculdade Nacional de Direito da Universidade do Brasil.
Em 1932, no Externato Colégio Pedro II, em memorável certame, foi escolhido o "Príncipe dos Poetas", sendo saudado na festa por Coelho Neto, "príncipe dos prosadores brasileiros" recebendo das mãos da poetisa Ana Amélia, presidente da Casa do Estudante, como prêmio e homenagem, um livro ofertado por Adalberto Oliveira, então "Príncipe da Poesia Brasileira".
Orador oficial de entidades universitárias, (do CACO, da União Democrática Estudantil, precursora da UNE, da Associação Universitária etc). Ainda estudante, venceu concursos de oratória. Em Coimbra recebeu no título de "estudante honorário" e fez Curso de Extensão Cultural na Universidade de Berlim.
Foi professor do Colégio Pedro II. Publicou vários livros de poesia, como "Meu Céu Interior", "Amo" e diversos outros. Escrveu também poesia politico-social e romances, entre esses, "Um besouro ma vidraça".
Morou no Rio de Janeiro, na Rua Dias da Rocha, Copacabana.
Com irrefreável vocação política, foi candidato a vários cargos públicos. Elegeu-se deputado federal em 1970 pelo antigo Estado da Guanabara, reelegendo-se já para o seu terceiro mandato em 1978. Ocupou a vice-liderança do MDB e a presidência da Comissão de Comunicação na Câmara dos Deputados. Em 1982, aderiu ao PDT de Leonel Brizola, e se reelegeu pela última vez por esta legenda, com 31.352 votos. Após romper com Brizola, em 1985, voltou para o PMDB, e foi derrotado nas eleições para a Constituinte, em 1986.
Foi conhecido como o Poeta do Povo e da Mocidade, pela sua mensagem social e política e por sua obra lírica, de linguagem simples, impregnada de romantismo moderno, mas às vezes, dramático. Foi um dos poetas mais lidos, e talvez por isso mesmo, o mais combatido do Brasil.
Foi casado com Maria Souza de Araujo Jorge.